# Перунка
Перу́нка (пол. Piorunka) — село в Польщі, у гміні Криниця-Здруй Новосондецького повіту Малопольського воєводства, поблизу від кордону зі Словаччиною.
Населення — 356 осіб (2011).

## Розташування
Село розташоване приблизно за 9 км на північ від Криниці-Здруй, 27 км на південний схід від міста Новий Сонч та 100 км на південний схід від центру воєводства — Кракова.
Історично село знаходиться на території Лемківщини, яку до 1946 року заселяли українці.
Селом протікає річка Перунка.

## Історія
Король Ягайло з королевою Ядвігою в 1391 р. грамотою надав краківському єпископові Іоаннові маєтком, включно з селом Перун. На думку о. Юліяна Никоровича ці села т. зв. «мушинського ключа» існували з часів Галицько-Волинського князівства і підпали в 1340 р. під панування Польщі за короля Казимира Великого.
З кінця XVI ст. — село з володінь краківського єпископства. В 1641 р. краківський єпископ Яків Задзік приєднав церкву в Перунці до церкви в Брунарах. Але те приєднання було недовгим, бо вже у грамоті краківського єпископа Каєтана Солтика 9.03.1763 р. згадується як давня окрема парафія.
З листопада 1918 по січень 1920 село входило до складу Лемківської Республіки.
На середину XX ст. в регіоні переважало лемківсько-українське населення. У 1939 році з 570 жителів — 565 українців і 5 євреїв До 1945 р. в селі була греко-католицька церква парафії Чирна Грибівського деканату, метрики велися від 1770 р.
1947 року в результаті операції «Вісла» українське населення з рідних земель було депортовано на понімецькі землі Польщі.
У 1975—1998 роках село належало до Новосондецького воєводства.

## Пам'ятки
В селі є побудована в 1798 році дерев'яна греко-католицька (українська) церква святих Безсрібників Кузьми і Дем'яна (тепер використовується під костел).

## Демографія
Демографічна структура станом на 31 березня 2011 року:
|          | Загалом | Допрацездатний вік | Працездатний вік | Постпрацездатний вік |
| -------- | ------- | ------------------ | ---------------- | -------------------- |
| Чоловіки | 193     | 65                 | 117              | 11                   |
| Жінки    | 163     | 53                 | 89               | 21                   |
| Разом    | 356     | 118                | 206              | 32                   |